# Абгінав Біндра
Абгінав Біндра  (англ. Abhinav Bindra, 28 вересня 1982) — індійський стрілець, олімпійський чемпіон.

## Виступи на Олімпіадах
| Олімпіада   | Дисципліна                  | Місце |
| ----------- | --------------------------- | ----- |
| Сідней 2000 | пневматична гвинтівка, 10 м | 11T   |
| Афіни 2004  | пневматична гвинтівка, 10 м | 7     |
| Пекін 2008  | пневматична гвинтівка, 10 м | 1     |
| Ріо 2016    | пневматична гвинтівка, 10 м | 4     |